# Murad al-Daghistani
Murad al-Daghistani Murad Ajamat (1917, Mosul – 1984 Irák) byl průkopník irácké fotografie kumykského původu, který od poloviny 30. let působil v Mosulu a později pracoval v Bagdádu. Dosáhl mezinárodního uznání za kvalitu svých fotografií, které zaznamenávaly scény z každodenního života a lidí.

## Život a kariéra

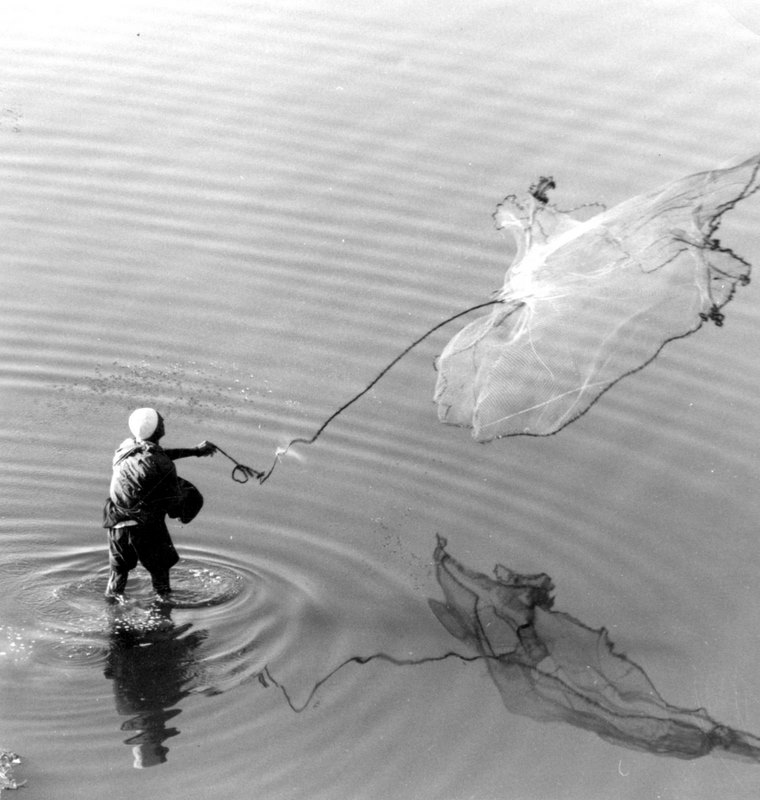
Casting the Net fotografie od Murada Daghistaniho, 1930–1940

Murad al-Daghistani se narodil v roce 1917 v iráckém Mosulu. Jeho otec byl Abdul-Hamit Ajamat, inženýr, který se podílel na budování irácké železnice.
Zdroje neuvádějí, jak byl Dagestani s fotografií začínal. Mosul bylo město se zavedeným fotografickým a filmovým průmyslem od konce 19. století. Místní muži používali fotografické kamery na pomoc archeologům už kolem roku 1895. Po první světové válce provozoval fotograf jménem Tartaran ateliér u mosulské základní školy. Je možné, že Dagestani pozoroval fotografa při práci již během svých školních let a sám začal fotografovat ještě předtím než dokončil střední školu. V roce 1935 se prosadil jako talentovaný fotograf.
Jeho ateliér a fotografický obchod v ulici Al-Dawasah v Mosulu (naproti Sinal Atlas) nesl jednoduchý název: Murad Photographer (Fotograf Murad).

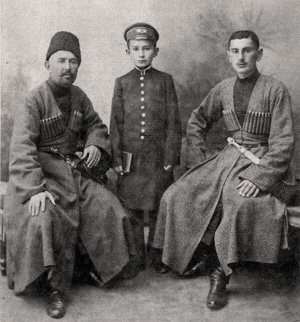
Rodina průkopníka irácké fotografie Murada ad-Dagestaniho. Zleva: dědeček Hasay, otec Abdul-Hamit, Hasayův bratranec Alimpasha

Inspiraci pro své fotografie čerpal z pouličního života a průmyslu ve městě Mosul a jeho okolí, zejména ze života podél řeky Tigris. Vždy nosil fotoaparát u sebe, připraven zachytit okamžik nebo událost. Při východu slunce ho našli na břehu řeky, kde rád sledoval rybářské lodě a pokoušel se zachytit rybáře při práci. Ve svém ateliéru produkoval kreativní portréty dervišů, kmenových náčelníků i obyčejných lidí.
Ovlivnil řadu mladších fotografů, jako byli například Hadi Al Najjar (* 1957) nebo Mahmoud Saeed. Umělec a fotograf Mahmoud Saeed vzpomínal, že jako mladý rád pozoroval nadané fotografy, zejména al-Daghistaniho, jak každý den fotografoval scény kolem Mosulu a jak „zvěčnil rybářskou síť, která letí vzduchem do vody, nebo vozík, který jede po blátivé cestě, nezapomenutelné tváře dervišů, starších mužů a žen a aktivních dětí.“
Murad al-Daghistani byl velmi silným kuřákem a v 70. letech mu byla odstraněna jedna plíce, poté žil dalších deset let. Zemřel 27. července 1984.

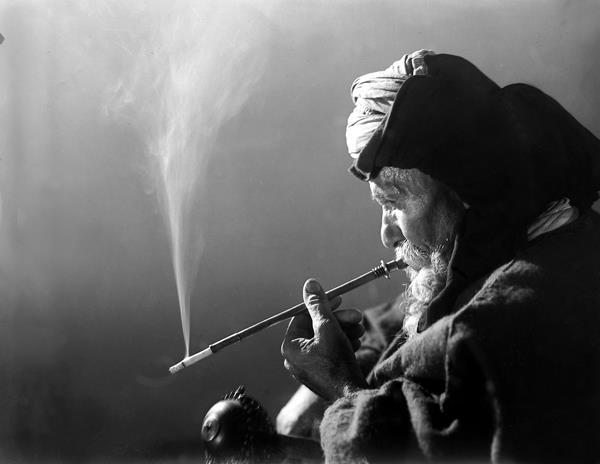
Murad Daghistani: Kuřák, 1930–1940

Byl realista; jeho fotografie, které byly primárně černobílé, zachycovaly prchavé okamžiky lidského života. Díky své schopnosti zachytit zmrazený okamžik v čase byl nazýván „fotograf ostřelovač“. Získal Certificate of Creativity (Certifikát kreativity) Brazílie a byl jen jedním z osmi umělců na světě, kteří tuto cenu obdrželi za zobrazení lidí v situacích a scénách, které se již nemusí opakovat.
Zúčastnil se více než osmdesáti mezinárodních výstav v Evropě a Americe, včetně Man and Sea Exhibition (Výstava Člověk a moře, Jugoslávie, 1965) a Presenting a Hundred International Pictures (Prezentace stovky mezinárodních obrazů, Německo)
Jeho fotografie se objevily v mnoha mezinárodních časopisech, včetně časopisu Photographic Photography a mnoha anglických, iráckých a arabských časopisech. Příklady jeho prací jsou uloženy v archivu Arab Image Foundation (AIR).

## Fotografie
Nejznámější a nejrozšířenější fotografie Murada al-Daghistaniho jsou:
- The Old Man (Starý muž)
- Sousou the Dancer and the Snake (Tanečnice Sousou a had), Bagdád, 1930
- The Smoker (Kuřák), 1930–1940
- Fishing (Rybaření ), 1930–1940
- River Crossing, 1930–1940
- Boats (Lodě)
- Clay Work
- Waiting (Čekání)
- Casting the Net 1930–1940

## Dědictví
Píše se o něm v knize Murad Al-Dagestani: Dialektika člověka a přírody, kterou napsal profesor Najman Yassin a vydal v Bagdádu v roce 1985.